# Октопод (сериал)
Вижте пояснителната страница за други значения на Октопод.
„Октопод“ (на италиански: La Piovra) е италианска телевизионна сага, състояща се от десет сезона, излъчени между 1984 и 2001 г.
Сериалът има световна популярност. Сюжетът му се върти около неуспешната борба на италианската полиция с мафията. В него взимат участие известните италиански актьори Микеле Плачидо, Ремо Джироне, Джулияна Де Сио, Виторио Медзоджорно, Раул Бова, Симона Кавалари, както и българските актьори Стефан Данаилов, Иван Янчев, Ириней Константинов, Анна Мария Петрова-Гюзелева, Нели Топалова, френските актьори Патрисия Миярде и Франсоа Перие, бразилската звезда Флоринда Болкан, германските актьори Ролф Хопе, Гедеон Буркхард и Аня Клинг и много други. Музиката на първи сезон е на Риц Ортолани, а на останалите сезони – на италианския композитор на филмова музика Енио Мориконе. 
В България излъчването на сериала започва през 1987 г.
Сериалът е успешно експортиран в над осемдесет страни по време и след шестнадесетгодишното си излъчване. Всичките десет сезона са издадени в Австралия на DVD с английски субтитри от Aztec International Entertainment, като първоначално са излъчени по телевизионния канал Special Broadcasting Service. Излъчван е и по MHz Networks в Съединените щати. Първите три сезона са показани във Великобритания по Channel 4. Телевизионната драма е успешна в Източния блок, където се появява по държавната телевизия през 1986 г., и в Албания, Румъния, Полша, Чехословакия, Унгария и България, където се появява в края на 80-те години на миналия век (в седмия сезон на сериалът участва и българският актьор Стефан Данаилов). В Португалия е излъчен отново от RTP Memória.
„Октопод“ все още се смята за най-известния италиански телевизионен сериал в света и всички сезони получават широко обществено одобрение, със средно 10 милиона зрители и пик от 15 милиона. Сагата представя изключително реалистично изобразяване на насилието и безсърдечността на членовете на организираната престъпност и това остава най-отличителната черта на продукцията и до днес.

## Списък на сезоните
- „Октопод“ (1984), 6 епизода, режисьор Дамяно Дамяни
- „Октопод 2“ (1985), 6 епизода, режисьор Флорестано Ванчини
- „Октопод 3“ (1987), 7 епизода, режисьор Луиджи Перели
- „Октопод 4“ (1989), 6 епизода, режисьор Луиджи Перели
- „Октопод 5: Сърцевината на проблема“ (1990), 5 епизода, режисьор Луиджи Перели
- „Октопод 6: Последната тайна“ (1992), 6 епизода, режисьор Луиджи Перели
- „Октопод 7: Разследването на смъртта на комисар Катани“ (1995), 6 епизода, режисьор Луиджи Перели
- „Октопод 8: Скандалът“ (1997), 4 епизода (2 части), режисьор Джакомо Батиато
- „Октопод 9: Пактът“ (1998), 4 епизода (2 части), режисьор Джакомо Батиато
- „Октопод 10“ (2001), 4 епизода (2 части), режисьор Луиджи Перели

## Синопсис
Особено важна за сериала е наративната еволюция, с която многобройните пипала на организираната престъпност се разпространяват чрез местни и международни мрежи, и това е и основата на заглавието на сериала. Първият сезон се премества от локализирани мрежи за трафик на наркотици в Сицилия до дворците на властта в Рим във втория. Третият сезон разказва историята на финансовите сделки на мафията чрез международни банки и незаконния трафик на оръжия и ядрени отпадъци. Сюжетът се засилва в четвъртия сезон, в края на който главният герой, комисар Корадо Катани (игран от Микеле Плачидо), е убит поради нарастващите знания, които придобива за обширните сделки и престъпни операции на мафията.
Сложните истории за политика, финанси, масонство, корупция и организирана престъпност, разказани в сезони 5 до 7 (1990–1995), са вдъхновени от политическите и новинарските събития от онези години и се опитват да представят идеята, че мафията не се основава на понятия за чест и доблест, а по-скоро е вредно обществено явление, изпълнено с измами, хладнокръвни убийци и причина за социален упадък. Този факт генерира няколко политически противоречия, както и силен натиск за прекратяване на сериала. Въпреки това, сериалът продължава да има голям успех сред публиката и критиците, дори на международно ниво.
Отчасти поради този политически натиск, 8-ми и 9-ти сезони се отклоняват от разказването на история, развиваща се в съвремието, и се изместват към по-ранната епоха на земевладелската и селска мафия от 50-те и 60-те години на миналия век, като се фокусират главно върху личните дела на главните герои, а не върху бизнеса на Коза Ностра, а сюжетът е почти изцяло отделен от останалите глави на сагата.
Накрая, с „Октопод 10“, сериалът се стреми да завърже всички нерешени досега въпроси и да представи актуализирана перспектива за мафията от началото на 2000-те.

## Първи сезон
Първият сезон на „Октопод“ е режисиран от Дамяно Дамяни. Епизодите са заснети в сицилианския град Трапани и на места в Рим, а сцените в планините и на езерото са заснети в Хорген и Женевското езеро, Швейцария. Излъчени са през 1984 година. Основната тема на филма е местният трафик на оръжия и наркотици, разследван от комисар Корадо Катани (Микеле Плачидо), който е назначен като заместник в градската полиция след като неговият предшественик, комисар Маринео, е убит от мафията. Особено впечатление прави изключително реалистичното изобразяване на насилието и безсърдечието на членовете на организираната престъпност, което и до днес остава най-отличителният белег на продукцията. В епизодите Плачидо си партнира главно с младата наркоманка Тити Печи Шалоя (изиграна от Барбара Де Роси), която е жертва на мръсните сделки на семейството си. Като ключов персонаж се появява и мистериозната и властна графиня Олга Камастра (Флоринда Болкан). Главният антагонист, както в първия така и във втория сезон, е адвокат Теразини (Франсоа Перие), в този сезон заедно със Санто Чирина (изпълнен от Анджело Инфанти). Успехът на сериала е изключителен, като рейтингът се покачва с всеки следващ излъчен епизод – първият е гледан от 8 милиона италианци, а шестият – от 15 милиона.

### Сюжет
В сицилианския град (във филма името на града не се споменава, в книгата е град Трапани) нов опитен професионалист, комисар Корадо Катани, е назначен на мястото на убития шеф на криминалната полиция Аугусто Маринео. Катани пристига със съпругата си Елза и 12-годишната дъщеря Паола. На погребалната служба на Маринео, в разговор с неговия приятел и подчинен Лео Де Мария, той научава, че в същия ден, когато е убит комисарят, е настъпила друга смърт - маркиза Елеонора Печи-Шалоя се самоубива. Убийца застрелва Лео Де Мария посред бял ден в кафене.
Разследвайки убийството на Де Мария, Катани тръгва по следите на местния търговец на автомобили и лидер на дребната мафия Санто Чирина. Катани разкрива, че Чирина пристрастява младата маркиза Тити Печи-Шалоя към наркотиците и когато майка ѝ с помощта на любовника си Маринео се опитва да го спре, той в гняв ги убива и двамата. Опитвайки се да остане чисто името на Маринео, неговият помощник Алтеро изнася тялото на комисаря извън града, където е намерен. Катани влиза във връзка с млада маркиза и се опитва да ѝ помогне да преодолее зависимостта от наркотици. Чирина и неговият привърженик се опитват да убият Катани, но храбрият комисар, умишлено попада в капана им, разбива убийците и вкарва Чирина в затвора.
Катани открива, че видни фигури в града са свързани с наркомафията: известният адвокат Теразини, например, защитава престъпници, а сметките на много фирми в банката на уважавания банкер Равануса се използват за пране на приходи от наркотици. Катани, привличайки подкрепата на своя покровител от Рим Себастиано Канито, започва да арестува мафиотите, а също и да блокира сметките на подозрителни компании. Междувременно местната телевизия започва кампания за критика на полицията, а мафията отвлича дъщерята на Катани и изисква от комисаря: 1) да освободи Чирина; 2) да се раздели с Тити; 3) да прекрати дейността си.
С разбито сърце, Катани е принуден да се съобрази с определените условия, като отменя заповедите за конфискация на пратки на наркотици и умишлено саботира собствената си кампания срещу престъпността. Когато кампанията на Катани напълно рухва, а самият той печели репутация в града като злодей и корумпиран чиновник, мафията най-накрая връща дъщерята на Катани. Момичето обаче е в обезумяло състояние, по време на затвора е било изнасилено, противно на обещанията на мафията, че няма да страда. Освободеният Чирина подхвърля наркотици на Тити, момичето няма сили да се съпротивлява и се хвърля през прозореца. По заповед на Теразини, Чирина предава на Катани тялото на убития мафиот, който е изнасили дъщеря му и е убил Лео де Мария. Чирина се опитва да убие самия комисар, но той обезоръжава бандита и отново го вкарва в затвора. Санто Чирина се е превърнал в пречка за мафията поради своя темперамент и непредсказуемост и е убит в затвора.

### В ролите
- Микеле Плачидо – Корадо Катани
- Никол Джамет – Елза Катани
- Кариди Нардули – Паола Катани
- Ренато Мори – Алтеро, заместник на комисар Катани
- Масимо Бонети – Лео де Мария
- Ренато Чекето – съдия Ахил Бордонаро
- Барбара Де Роси – Рафаела (Тити) Печи-Шалоя
- Анджело Инфанти – Санта Кирина
- Флоринда Болкан – графиня Олга Камастра
- Франсоа Перие – адвокатът Теразини
- Жак Дакмин – Себастиано Канито
- Пол Гуерс – професор Джанфранко Лаудео
- Джефри Капълстън – банкерът Алфредо Равануза

## Втори сезон
Вторият сезон на сериала е режисиран от Флорестано Ванчини. Годината е 1985. Темата на тази част от сагата е концентрирана върху интригите и насилственият натиск на масонската ложа в Сицилия. След поредица от нещастия комисар Катани започва любовна връзка с Олга Камастра, която е член на ложата, като по този начин получава сведения от нея за всичко, което се случва с Октопода. Графинята, силно влюбена в него, започва да играе двойна игра, като дори вкарва комисаря в нейния кръг – така той може да се добира до желаната информация и сам. Адвокат Теразини се оказва най-влиятелният мафиотски бос на острова, който, с множество усилия и поети рискове от страна на Катани, в крайна сметка бива вкаран зад решетките, където обаче попада и Олга. Вторият сезон затвърждава успеха на продукцията, със среден рейтинг от 15 милиона зрители на епизод в Италия.

## Трети сезон
В третия сезон действието се премества в Милано. Това е първият цикъл, режисиран от Луиджи Перели, чиято слава се дължи изцяло на „Октопод“. Сюжетът разкрива действията на финансовата мафия и международните канали за пране на пари. Корадо Катани започва разследване на най-голямата италианска банка – „Антинари“, запознавайки се и с членовете на семейство Антинари. Неочаквано той се влюбва в Джулия (изпълнявана от звездата Джулияна Де Сио) – дъщеря на главата на семейството – Карло Антинари, който ръководи банката заедно със своя баща – Никола Антинари. Появява се и Тано Кариди – най-прочутият мафиотски персонаж на сериала, изпълняван от Ремо Джироне, който първоначално е новият помощник в контрола на банка Антинари, преди да се превърне в неин едноличен собственик в края на тази част. Рейтингът на продукцията остава висок – сезонът е гледан средно от 12 милиона италиански зрители.

## Четвърти сезон
Това е най-успешният сезон на сериала. Машинациите на безскрупулния бос Тано Кариди достигат своя връх, като в лапите му попада и беззащитната Естер (Симона Кавалари), за която той се жени и след като разбира, че тя всъщност помага на правосъдието, я убива. Той отново се среща с Корадо Катани, който се връща в полицията. Разследването на случая с мистериозното убийство на собственика на казино, контролирано от мафията, Кармело Тинадари, е поверен на новата съдийка – легендарната Силвия Конти (Патрисия Миярде), с която в началото Катани се скарва, след което обаче те започват любовна връзка. Следва интензивна поредица от опасни криминални случаи с множество убийства, с които двамата се сблъскват. Когато групировката разбира, че Силвия Конти е непоклатима и не се поддава на корупция, те организират нейното отвличане и изнасилване. Скоро след смъртта на Естер, Катани успява да разкрие всички сътрудници, свързани със сделка за пренасяне и депониране в тунелите на италиански остров на токсични отпадъци и вещества, на която главен диригент е Тано. В последния епизод, една сутрин в двора на миланската болница, Корадо Катани е подложен на специално организиран масов разстрел, загивайки на място. Мигновено до трупа му идва Силвия Конти, която през сълзи се заклева да отмъсти за него. Това е най-запомнящата се сцена на „Октопод“, а въпросният епизод е най-гледаният от всички със своите 17 милиона зрители на Ботуша.

## Пети сезон
След напускането на Микеле Плачидо, създателите на сериала трябва да решат трудната задача да запазят приемствеността с историята, като същевременно въведат нов главен актьор по достоверен начин. Те направиха това, като създадоха образа на Давиде Ликата (Виторио Мецоджорно), нов комисар с различен, по-твърд поглед и подход. Сюжетът също е преместен обратно в Сицилия. Реални икономически проблеми отново са използвани като фон на историята, с фокус върху присвояването на държавни средства, одобрени за структурни проекти в Сицилия и след това изчезнали в други канали. Политическите атаки срещу сериала се увеличават толкова много след този сезон, че Rai е принуден временно да спре производството. Сезонът отново е режисиран от Луиджи Перели и стартира през 1990 г.
Двете основни връзки с предишната история включват съдийката Силвия Конти, която иска да открие убийците на Корадо Катани, и главния мафиот Тано Кариди, който продължава да се занимава с престъпна дейност. Давиде Ликата влиза в сюжета като полицай, който е принуден да избяга в Съединените щати през 70-те години, защото е последният оцелял от полицейски части в списъка за разстрел на мафията. Ликата е вербуван от американската полиция в Ню Йорк и е вкаран под прикритие в непосредствена близост до сицилианския предприемач Джовани Линори (Луиджи Пистили) в Палермо. Там Ликата става свидетел на падението на богатото семейство Линори и е въвлечен във водовъртеж от насилие, на който в крайна сметка стават жертва всички мъже членове на семейството. Съдия Конти се намесва в делата на мафията, така че върху живота ѝ е нанесен още един удар. Тя е спасена от Ликата, който започва да ѝ сътрудничи по-активно. Ликата открива, че един от мъжете, замесени в убийствата на бившето му полицейско звено, се е оттеглил в манастир и решава да продължи тази нишка. През цялото време той успешно се е инфилтрирал в семейство Линори и по този начин косвено и в мафията, докато не е спечелил доверието им. Считан е за толкова надежден, че Кариди го наема за свой шофьор, без да осъзнава, че си има работа с наследника на бившия си смъртен враг Корадо Катани. Екшънът и заплетените криминални схеми отвеждат зрителя от сърцето на мафията в Сицилия до банкови центрове в Люксембург, Швейцария и Бавария, чак до Африка, където мафията извършва тайни сделки с наркотици и оръжия. Сезонът завършва с Тано, след като е избягал от опит за покушение, извършен от предишните си събратя, семейство Линори, и бяга от Сицилия със сестра си, уж завинаги.

## Шести сезон
Шестият сезон на „Октопод“, заснет в сътрудничество с Чешката телевизия в Прага, стартира през 1992 г. и отново е воден от вече познатия екип Перели/Петралия/Рули. Контекстът този път се фокусира върху глобалните връзки между престъпността, политиката и финансите, с участието на високи залози в трафика на наркотици и присвояването на помощи за Третия свят. Въведена е връзка с нацисткото минало.
Последният сезон е копродукиран от австрийската телевизионна компания ORF, отчасти поради добавянето на Виена като ново място за снимки. С това ново международно измерение на шоуто, продуцентите очакват да видят увеличение на международната зрителска аудитория.
Новият мафиотски лидер Дон Амилкаре Атилио Брено (Пиер Монди) печели богатството си, като подкупва чуждестранни компании като част от помощта за развитие на Африка. Брено си проправя път до върха на организацията с безпрецедентна жестокост, като не само убива вътрешни съперници, но и атакува онези, които се възприемат като намеса отвън. Давиде Ликата, завърнал се за още един сезон, едва се разминава с живота си при опит за покушение, поръчан от Брено, и получава трайна травма - куршум, който вече не може да бъде изваден от черепа му и който му причинява силни главоболия.
Междувременно, Тано Кариди, страдащ от тежка наркотична зависимост и депресия, е локализиран в Дакар, Сенегал, от Ликата и доведен обратно в Италия, за да действа като ключов свидетел срещу мафията. Полицията използва единствената останала емоционална привързаност на Тано към инвалидизираната му сестра Мария, като начин да го манипулира. Помощниците на Брено обаче правят същото и Мария е брутално изнасилена. Изправен пред съдбата на тежко травмираната си сестра, Тано е готов да сътрудничи напълно на властите. За по-малко от седмица той се превръща от зависим от опиум сноп от нерви в някогашния си студен и пресметливо ефикасен оператор. Сезонът продължава с различни сюжети и подсюжети, съперничества и разколи в мафията, турски канали за трафик на наркотици и дори връзка с бивш нацистки надзорник на концентрационен лагер в Чехословакия. Последният, изигран от известния чешки актьор Рудолф Хрушински в последната си главна роля, бяга от съюзническите освободителни сили в края на Втората световна война, като приема самоличността на лагерен затворник, а по-късно става богат банкер, използвайки откраднати еврейски пари. Сезонът завършва с Ликата и Кариди, които примамват банкера обратно в концентрационния лагер, сега лаборатория за хероин. В този момент Ликата се бори със здравето си и едва успява да надвие стареца, но скоро след това умира в резултат на предишната си травма.

## Седми сезон
Седмият сезон на „Октопод“ стартира през 1995 г. след тригодишна пауза, най-дългата между сезоните до момента. Виторио Мецоджорно напуска сериала след предишния сезон и тъй като вторият мъртъв главен герой в сериала, има опасения от повторение на същия модел и по този начин довеждане до умора на зрителите. Луиджи Перели отново режисира, мястото на действието се връща в Трапани, а графиня Олга Камастра (Флоринда Болкан) се появява отново, за да възстанови приемствеността с историята на Корадо Катани, чийто живот е прекъснат в края на четвъртия сезон. Този път са въведени няколко нови елемента, включително връзки с окултното общество „Туле“ и псевдомасонската ултрадясна „Propaganda Due“. Зрителите и критиците реагират положително на седмия сезон. След сезони 1, 2 и 4, седмият сезон спечели италианската телевизионна награда „Telegatto“ за първи път. Рейтингите обаче продължават леко намаляващата си тенденция и сериалът събира средно 10,2 милиона зрители в Италия. Сезон 7 по същество следва две сюжетни линии: От една страна, в Трапани се води брутална бандитска война, включваща изнудване на пари за защита, а от друга, тайно фашистко общество е съюзено с мафията и заедно те контролират обществото зад кулисите. Освен това, масонската ложа планира да инвестира огромни суми пари в руски финансови холдинги. Връзката между двете нива на действие е графиня Олга Камастра, позната на зрителите от първите два сезона на сериала. Преди това тя е била романтично обвързана с Корадо Катани, но по-късно попада в затвора. След оправдателната си присъда тя успява да продължи бизнес дейността си още по-успешно, така че сега е сред най-уважаваните предприемачи в Сицилия. Сюжетът започва с убийството на Росарио Гранкио, сицилиански престъпник от непосредствената близост на Дон Нацарено „Нуцо“ Марчиано (Стефан Данаилов), местния мафиотски бос, който контролира голяма част от фондовете за охрана в Палермо. За да разкрие убийството, Силвия Конти (Патрисия Милардет) е преместена в Сицилия, където среща същото недоверие, каквото някога е срещал и Корадо Катани. Младият заместник-комисар Джани Бреда (Раул Бова) става неин поддръжник и помощник. Поведението на Марчиано, което става все по-брутално, първоначално е трудно за разбиране от Конти и Бреда. Сара (Ромина Мондело), младата дъщеря на убития Росарио Гранкио, играе централна роля в това. Тя е преместена в къщата на Нуцо, за да се гарантира мълчанието ѝ. Но след като годеникът ѝ също умира, тя решава да си отмъсти и застрелва малкия племенник на Нуцо и майка му. Следват различни интриги сред доновете и мафиотите, в които се забъркват известни бизнесмени като Олга Камастра, съдия Конти и полицията. Разследването на Конти предизвиква бурни чувства и мафията използва влиянието си, за да я премести на пост в ООН, което тя отказва. Докато примката около Камастра започва да се стяга, както от страна на мафиотите, така и от страна на разследването на Конти, се разкрива, че графинята е поръчала убийството на Катани, отчасти поради инструкции, които самата тя е получила, и отчасти поради неуспешната им любовна афера. В крайна сметка тя е отново затворена и умира в килията си, убита от мафиотски послушник.

## Осми сезон
Осмият сезон на „Октопод“, който излиза през 1997 г., се различава радикално от предишните седем. Новият режисьор, Джакомо Батиато, поема сериала в нова посока, връщайки се към корените на сицилианската мафия през 50-те години на миналия век в предистория на действието от предишни сезони. Тази нова сюжетна линия продължава и в деветия сезон, чието действие се развива през 60-те години на миналия век. Осмият сезон съдържа само два епизода, тенденция, която продължава до края на дългогодишния сериал. Реакцията на публиката е като цяло положителна и сериалът печели няколко международни награди. Броят на зрителите е съответно 7,5 милиона и 8,8 милиона зрители, а с продължителност от 100 минути всеки, епизодите от осмия и деветия сезон са най-дългите в сериала до момента. Наети са и нови сценаристи, като Алесандро Сермонета и Мимо Рафеле се присъединяват към проекта. Единствената лична връзка с предишните сезони е историята на младия Тано Кариди (Примо Реджани) и сестра му Мария (Ана Торент). Главната мъжка роля е изиграна от Раул Бова като карабинер Карло Аркути. Изборът е необичаен, тъй като Бова се е появявал като младия комисар Джани Бреда в седми сезон (40 години по-късно в сериала). Други актьори от предишни сезони също се появяват отново, най-вече Ренато Мори, някога в ролята на заместник-комисар Джузепе Алтеро, партньор на Корадо Катани, сега като застаряващия мафиотски бос Дон Калоджеро Албанезе. Актьорът Тони Сперандео, от друга страна, не сменя страната: бившият убиец Сантино Роки в шести сезон, сега е мафиотски юнак Тури Мондело. Главната женска роля на баронеса Барбара Грийнберг Алтамура е поверена на немската актриса Аня Клинг.
Историята започва с брутална борба за власт в местната мафия на малък сицилиански град. Жадният за власт Пиетро Фавиняна (Лука Дзингарети) убива застаряващия Дон Албанезе и изнасилва дъщеря му Росарио (Даниела „Миета“ Милиета), принуждава я да се омъжи за него и по този начин става новият мафиотски бос. След това Фавиняна се изправя срещу лидера на планиран проект за развитие, барон Франческо Алтамура (Клаудио Гора), който отказва да позволи на мафията да се намеси в сделката. За да изнудва него и съпругата му баронеса Барбара Грийнбърг Алтамура (Аня Клинг), Фавиняна отвлича сина им Пол и кара младия Тано „Тануцо“ Кариди да го пази в изоставено имение. С помощта на германското консулство и капитана под прикритие Карло Аркути момчето е спасено, а цялата банда от Фавиняна е арестувана. Самият Фавиняна обаче бяга в Ню Йорк, където усъвършенства уменията си за контрабанда на наркотици. Съучастниците му в Сицилия получават леки присъди и босът скоро се завръща у дома. С безпрецедентна жестокост Фавиняна се заема да върне региона под свой контрол. Противници и служители, заподозрени в сътрудничество с държавата, биват ликвидирани. Барон Алтамура, изправен под засилен натиск да се съобрази с мафията, в крайна сметка капитулира и се съгласява да сключи сделка с Фавиняна. През това време баронесата има афера с младия Аркути. По време на процеса срещу Фавиняна истината за връзката им се разкрива и капитанът е отзован в Рим, за да бъде разследван официално. Баронесата се чувства принудена да продължи да живее със съпруга си Франческо за доброто на детето им, знаейки, че той е поръчал неуспешен опит за покушение срещу любовника ѝ Аркути. Когато Росария Фавиняна научава от Тано, че баща ѝ Дон Албанезе е бил принуден да се самоубие от съпруга ѝ, тя намушква Пиетро пред съдебната палата, убивайки го. Накрая, нетърпелива да учи и да расте, Тано убеждава Франческо Алтамура да го изпрати в престижно училище и да се грижи за полусестра му Мария; в обрат на финала на сезона се разкрива, че баща ѝ е самият Пиетро Фавиняна.

## Девети сезон
Деветият сезон на „Октород“, излиза през 1998 г., е продължение на осмия. Режисьор отново е Джакомо Батиато, а сценарият е написан от Андреа Порпорати, Мимо Рафеле и Алесандро Сермонета. Сезонът съдържа два епизода, всеки по 100 минути.
Няколко години след като Барбара Алтамура е разпитана в съда за връзката си с полицейския капитан Карло Аркути, тя се завръща от психиатрична клиника при съпруга си, барон Франческо Алтамура. Много неща обаче се променят по време на нейното отсъствие. Селската вила на двойката е продадена и семейство Алтамура сега живеят в града. Баронът е основал „банка за развитие“, която ще се използва за пране на пари от наркотици. Къщата на Франческо Алтамура се управлява от любовника му, който официално е представен като негов „братовчед“. Баронесата живее в къщата като затворница. Карло Аркути отново е вербуван да разследва търговията с наркотици в Сицилия и той и баронесата започват да се срещат романтично отново. Барбара помага на полицията в усилията им да разкрият престъпните сделки, в които е замесен съпругът ѝ, но шпионажът ѝ е разкрит от новия регионален мафиотски бос, адвокат Ториси (Себастиано Ло Монако). Събитията приемат изненадващ обрат, когато баронът се опитва да се отърве от жена си с помощта на своя „братовчед“. Инсцениран е инцидент и по-късно две овъглени тела са открити в изгоряла автомобилна катастрофа в подножието на планина. Полицията предполага, че това са барон и баронесса Алтамура. В действителност Барбара е спасена от влюбения мафиот Тури Мондело (Тони Сперандео), който след това я държи в плен. Телата от катастрофата по-късно са идентифицирани като на Франческо Алтамура и неговия любовник. Между Мондело и Ториси се разгаря ожесточена борба за власт, като Мондело в крайна сметка триумфира след кърваво клане на сватбено тържество. Аркути успява да освободи баронесата и да вкара Мондело зад решетките, но не оцелява дълго след успеха си, тъй като срещу него е организирано покушение и той е премазан до смърт от автомобил. Местната съдебна власт прекратява разследването срещу мафията въпреки неоспоримите доказателства, но млад съдебен оценител, свидетел на страхливото отстъпление на следователя, обещава на Барбара Алтамура, че ще продължи работата на Карло Аркути.

## Десети сезон
Десети сезон, който се появява през 2001 г., продължава от края на седми сезон и завършва сериала. След осми и девети сезон първоначално не беше ясно дали ще бъде направен още един. Продуцентът Серхио Силва говори за „творческа криза“. Оказва се, че е трудно да се възобнови нишката след ретроспекцията към 50-те и 60-те години, като същевременно се запази приемствеността в сериала. Имаше и известна политическа съпротива срещу продължаването на шоуто, а последният сезон на „Октопод“ загубва почетното си място в водещия канал на Rai, Rai Uno, като е изместен от второстепенния сестрински канал Rai Due. Броят на зрителите, около 4 милиона, остана под обичайното средно ниво. Луиджи Перели се завърна, за да режисира последната глава на сериала, а сценарият е написан от продуцента Серхио Силва, с Мимо Рафеле и Пиеро Бодрато; саундтракът отново е композиран от Енио Мориконе.
Сезонът започва с оправдаването на професор Отавио Рамонте (Ролф Хопе), ръководител на свързаното с мафията тайно общество „Туле“, след обжалването. Следователят Силвия Конти (Патрисия Милардет) наблюдава как Рамонте дава първото си телевизионно интервю на стъпалата на съдебната палата, в което открито заплашва враговете си. Конти, която е вкарала Рамонте зад решетките в седмия сезон, междувременно се оттегля от политическата си дейност. Тя е омъжена, иска да осинови дъщеря и току-що е подала молба за преместване в съда за непълнолетни. Рамонте не се колебае нито за миг да заеме отново мястото си начело на организацията „Туле“. За целта обаче той се нуждае от Тано Кариди, който живее в руини на замък на Етна. Кариди започва да се позиционира, за да поеме контрола над организацията, като бавно отравя Рамонте с арсен. Тано скоро става лидер на „Туле“, позиция на безпрецедентна власт. Джулия Меркури (Елена Арвиго), дъщеря на главния финансов директор на Туле, разбира за престъпните дейности на баща си и за участието на Рамонте в убийството на Корадо Катани и разкрива това на Силвия Конти. Джулия е отвлечена и държана под стражата на Тано, за да я накарат да замълчи и да изнудват баща ѝ. Конти, против съветите на съпруга си и началниците си, решава да се намеси отново и започва разследване. Докато се задълбочава в случая и докато престъпните дела на Кариди продължават, Конти едва оцелява след опит за покушение срещу нея. Тано постепенно изпада в заблуда и започва да си въобразява, че Меркури е бившата му съпруга Естер, която е удушил в четвърти сезон. В лудостта си Тано се опитва да удуши Меркури, но не успява. В крайна сметка, докато Конти се приближава до главния злодей, Тано не вижда изход, затова кара до върха на вулкана и влиза в кратера, държейки диск, който съдържа пълна база данни за неговата престъпна организация и бизнес активи. Той махва на Конти за последен път и шоуто приключва.

## „Октопод“ в България
Първи сезон на сериала е излъчен за първи път в България през 1987 г. по Първа програма на БТ. Впоследствие е повторен няколко пъти. При премиерното излъчване е със субтитри. През 1994 г. е излъчен с дублаж. През октомври 2004 г. започва последният десети сезон по Канал 1 на БНТ в 22:30. При повторенията по Канал 1, както и за премиерите на по-новите сезони е озвучен. В дублажа участват Силвия Лулчева в първите сезони, Ани Василева в по-късните сезони, Василка Сугарева, Иван Иванов и други. В седми сезон специално участие взема Стефан Данаилов, за да озвучи ролята си на Нуцо Марчиано.
През 2006 г. започва излъчване и по Евроком. Дублажът е на студио Доли. Ролите се озвучават от Ася Братанова, Петя Миладинова, Росен Плосков и Марин Янев.
На 1 май 2012 г. започва излъчване по AXN Crime със субтитри.
На 16 февруари 2021 г. започва повторно излъчване по БНТ 2 от понеделник до петък от 20:00 и завършва на 10 юни. На 9 август започва отново по обновения БНТ 1, всеки делник от 21:00 ч., а по-късно бива преместен от 22:00 ч. и завършва на 3 декември. Ролите се озвучават от Мина Костова, Таня Михайлова, Петър Върбанов, Константин Лунгов и Светломир Радев.